# Franco Ortolani
Franco Ortolani (Molinella, 29 agosto 1943 – Napoli, 22 novembre 2019) è stato un politico italiano, senatore per il Movimento 5 Stelle nella XVIII legislatura fino alla sua morte.

## Biografia
Nacque a Molinella, in provincia di Bologna. I suoi genitori erano emiliani; il padre, agronomo, bonificò l'area di Battipaglia che apparteneva alla Valsecchi. 
Si trasferì a Napoli per frequentare l'università, dove si laureò in Geologia con una tesi sul rilevamento geologico. Nel 1980 ottenne la cattedra di docente ordinario di Geologia presso l'Università degli Studi di Napoli Federico II. Fu componente del Comitato scientifico delle Assise della Città di Napoli e del Mezzogiorno d'Italia.
Alle elezioni politiche del 2018 si candidò al Senato della Repubblica per il Movimento 5 Stelle nel collegio uninominale di Napoli-Arenella, risultando eletto con oltre 100.000 voti.
Malato di due tumori da tempo, Ortolani morì la notte del 23 novembre 2019 all'età di 76 anni. Gli subentrò Sandro Ruotolo alle elezioni suppletive del 23 febbraio 2020.